# Le mie letture
Le mie letture è un saggio del sacerdote cattolico e teologo Luigi Giussani, fondatore del movimento Comunione e Liberazione, pubblicato nel 1996.

## Storia editoriale

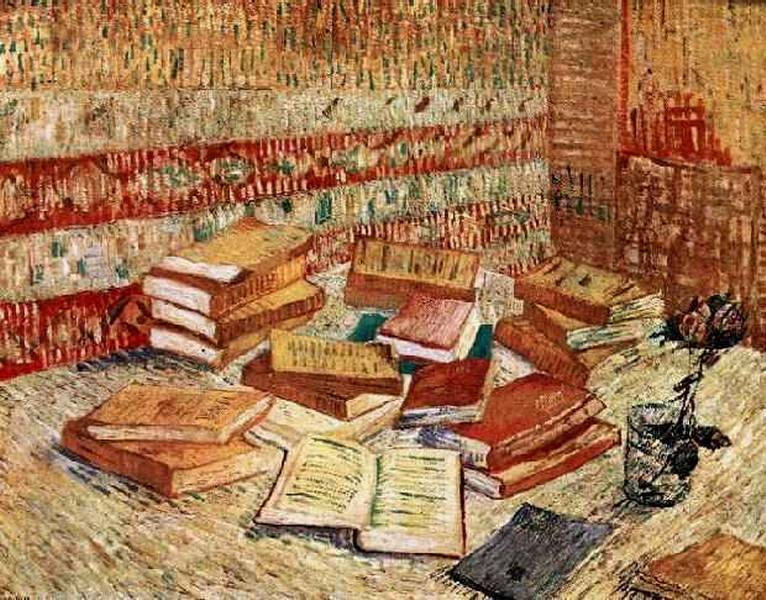
Il dipinto Natura morta con libri e una rosa di Vincent van Gogh compare sulla copertina di Le mie letture.

Il volume, pubblicato all'interno della collana I libri dello spirito cristiano della Biblioteca Universale Rizzoli diretta dallo stesso autore, è una raccolta di testi poetici e letterari commentati da Luigi Giussani nel corso di incontri e dialoghi con giovani universitari, studenti o adulti aderenti al movimento di Comunione e Liberazione.

## Contenuti
Era abituale per don Giussani, nel corso degli esercizi spirituali o durante altre occasioni, esemplificare le sue tesi e le sue argomentazioni mediante la lettura di alcuni autori a lui particolarmente cari e che si erano rivelati fondamentali per la sua formazione umana e spirituale. Tali letture rappresentano una esemplificazione del suo metodo educativo e autori come Leopardi, Péguy, Eliot, tra i tanti, venivano utilizzati da Giussani per far riflettere sui temi normalmente centrali in un percorso educativo sulla fede, sul senso religioso e sulla ricerca di felicità insita in ogni uomo. Secondo l'autore questi testi costituiscono un prezioso documento di come si formi la posizione di una coscienza cattolica nell'incontro e nel paragone, aperto e valorizzatore, con l'arte e la cultura.

## Edizioni
- Luigi Giussani, Le mie letture, 1ª ed., Milano, BUR Rizzoli, I libri dello spirito cristiano, maggio 1996, ISBN 88-17-11134-1.
- Luigi Giussani, Le mie letture, 6ª ed., Milano, BUR Rizzoli, La biblioteca dello spirito cristiano, marzo 2008, ISBN 978-88-17-11134-8.